# Cukrzyca typu 2
Cukrzyca typu 2 (łac. diabetes mellitus typi 2), in. cukrzyca insulinoniezależna (ang. noninsulin-dependent diabetes mellitus, NIDDM) lub cukrzyca wieku dorosłego – choroba metaboliczna charakteryzująca się wysokim stężeniem glukozy we krwi oraz opornością na insulinę i względnym niedoborem insuliny. Odróżnia się tym od cukrzycy typu 1, która jest spowodowana rzeczywistym brakiem insuliny na skutek uszkodzenia wysp Langerhansa w trzustce. Klasycznymi objawami cukrzycy są nadmierne pragnienie, częstomocz oraz nadmierne zwiększenie łaknienia.  Cukrzyca typu 2 stanowi około 90% przypadków cukrzycy, a pozostałe 10% stanowią głównie przypadki cukrzycy typu 1 oraz cukrzycy ciężarnych. Otyłość jest uważana za główną przyczynę cukrzycy typu 2 wśród osób z genetycznymi uwarunkowaniami do rozwoju tej choroby.
Leczenie cukrzycy typu 2 początkowo polega na zwiększeniu wysiłku fizycznego oraz wprowadzeniu diety niskoglikemicznej. Jeżeli w ten sposób nie zmniejszy się stężenia glukozy we krwi, wprowadza się leki, tj. metformina lub insulina. Wymaga się, aby chorzy stosujący insulinę systematycznie sprawdzali stężenie glukozy we krwi.
Zachorowalność na cukrzycę znacznie wzrosła w ciągu ostatnich 50 lat, równolegle do wzrostu otyłości. Zgodnie ze stanem na 2010 r. na świecie odnotowano 285 milionów przypadków choroby, podczas gdy w 1985 r. jedynie ok. 30 milionów. Podwyższone stężenie glukozy we krwi może doprowadzić do przewlekłych powikłań, takich jak choroby układu krążenia, udar mózgu, retinopatia cukrzycowa prowadząca do pogorszenia wzroku, niewydolność nerek, mogąca wymagać dializy, oraz złe krążenie krwi w kończynach, prowadzące do ich amputacji. Ostre powikłania w postaci kwasicy ketonowej charakterystycznej dla cukrzycy typu 1 są rzadkie. Może jednak wystąpić nieketonowa śpiączka hiperosmolarna.

## Obraz kliniczny

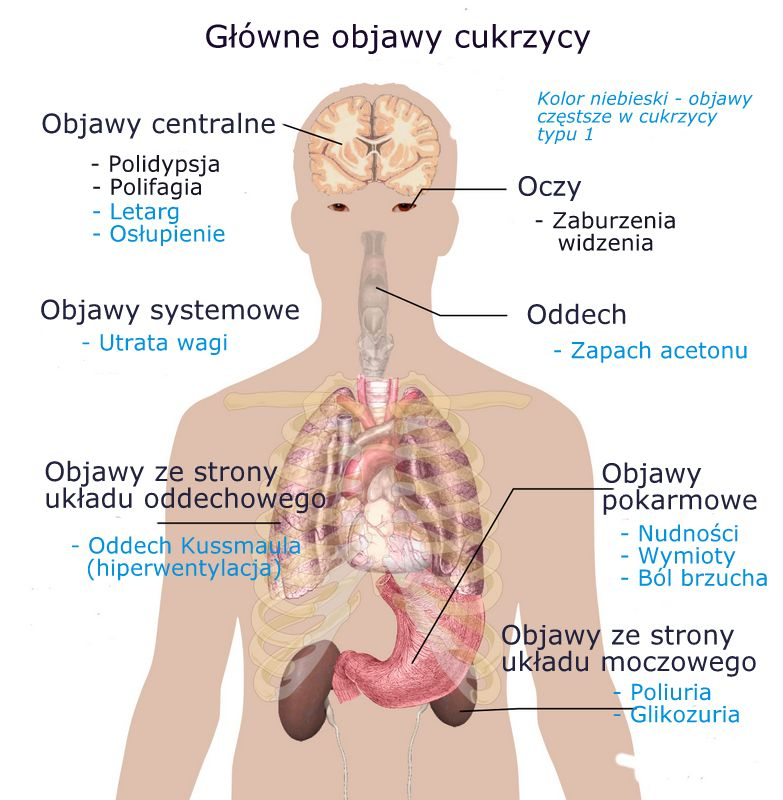
Najczęstsze objawy cukrzycy

Klasycznymi objawami cukrzycy są poliuria (częste oddawanie moczu), polidypsja (zwiększenie pragnienia), hiperfagia (zwiększenie łaknienia) oraz utrata wagi. Inne objawy, często występujące w chwili postawienia diagnozy, obejmują: historię zaburzeń wzroku, swędzenie skóry, neuropatię, nawracające zapalenia pochwy oraz zmęczenie. U wielu pacjentów nie występują żadne objawy podczas pierwszych kilku lat choroby, która zostaje odkryta podczas rutynowych badań. Osoby z cukrzycą typu 2 mogą rzadko zapaść w nieketonową śpiączkę hiperosmolarną (stan wysokiego stężenia glukozy we krwi powiązany z obniżonym poziomem świadomości i niedociśnieniem).

### Powikłania
Cukrzyca typu 2 jest chorobą przewlekłą, często skutkującą zmniejszeniem oczekiwanej długości życia o dziesięć lat. Dzieje się tak na skutek szeregu powikłań powiązanych z cukrzycą, takich jak dwu- do czterokrotnie zwiększone ryzyko wystąpienia chorób układu krążenia, włączając chorobę niedokrwienną serca i udar mózgu, 20-krotnie zwiększone ryzyko amputacji kończyn dolnych oraz zwiększoną częstość hospitalizacji. W krajach rozwiniętych oraz coraz częściej na całym świecie typ 2 cukrzycy jest największą przyczyną ślepoty pochodzenia nieurazowego i niewydolności nerek. Często łączy się ją także ze zwiększonym ryzykiem zaburzeń funkcji poznawczych i demencji w wyniku procesów chorobowych tj. choroba Alzheimera i otępienie wielozawałowe. Inne powikłania obejmują: acanthosis nigricans, dysfunkcje seksualne i częste występowanie zakażeń.

## Przyczyny
Rozwój cukrzycy typu 2 jest spowodowany połączeniem stylu życia i czynników genetycznych. Niektóre z tych czynników, np. dietę lub otyłość, można kontrolować, jednak inne, takie jak rosnący wiek, płeć (żeńska) lub czynniki genetyczne, nie mogą być kontrolowane. Brak snu również jest łączony z cukrzycą typu 2. Sądzi się, że jest to przyczyną choroby, ponieważ ma wpływ na metabolizm. Jedna z przedstawianych hipotez zakłada, że stan odżywienia matki w trakcie rozwoju płodu może również wpływać na rozwój choroby, ponieważ doprowadza do metylacji DNA.

### Styl życia
Tryb życia jest istotną przyczyną rozwoju cukrzycy typu 2, do której mogą doprowadzić m.in.: otyłość i nadwaga (zdefiniowana przez wskaźniku masy ciała, BMI wynoszący powyżej 30), brak aktywności fizycznej, zła dieta, stres oraz urbanizacja. Nadmiar tłuszczu w ciele jest przyczyną 30% zachorowań na cukrzycę wśród osób pochodzenia chińskiego lub japońskiego, 60-80% zachorowań wśród osób pochodzenia europejskiego lub afrykańskiego oraz 100% zachorowań wśród Indian Pima i ludności wysp Oceanu Spokojnego. Osoby, które nie są otyłe, często mają wysoki współczynnik WHR (ang. waist-to-hip ratio) powstały przez podzielenie obwodu talii przez obwód bioder.
Sposób odżywiania również może mieć wpływ na ryzyko wystąpienia cukrzycy typu 2. Wysokie spożycie napojów słodzonych cukrem jest związane z podwyższonym ryzykiem zachorowania. Rodzaj tłuszczów spożywanych w diecie również jest ważny, gdyż kwasy tłuszczowe nasycone i tłuszcze trans zwiększają ryzyko zachorowania, podczas gdy kwasy tłuszczowe wielonienasycone oraz  jednonienasycone zmniejszają to ryzyko. Brak aktywności fizycznej uważa się za przyczynę 7% zachorowań na cukrzycę.

### Genetyka
Większość przypadków cukrzycy jest związana z wieloma genami, z których każdy w niewielkim stopniu przyczynia się do zwiększenia prawdopodobieństwa zachorowania na cukrzycę typu 2. Jeżeli jedno z pary identycznych bliźniąt jednojajowych ma cukrzycę, ryzyko, że drugie z bliźniąt również rozwinie cukrzycę w ciągu życia wynosi ponad 90%, podczas gdy dla bliźniąt dwujajowych wynosi ono 25-50%. Zgodnie ze stanem wiedzy na 2011 r., ponad 36 genów przyczynia się do zwiększenia ryzyka zachorowania na cukrzycę typu 2. Jednak wszystkie te geny łącznie są odpowiedzialne jedynie za 10% łącznej komponenty dziedzicznej choroby. Przykładowo, allel TCF7L2 zwiększa ryzyko zachorowania na cukrzycę 1,5 raza, stanowiąc największy czynnik ryzyka z powszechnych wariantów genetycznych. Większość genów łączonych z cukrzycą jest związanych z działaniem komórek β.
Istnieją rzadkie przypadki cukrzycy powstałej na skutek nieprawidłowości w pojedynczym genie (znanej jako cukrzyca monogeniczna lub „inny specyficzny rodzaj cukrzycy“). Należą do nich m.in. cukrzyca typu MODY (ang. maturity onset diabetes of the young), leprechaunizm i zespół Rabsona-Mendenhalla. Cukrzyca typu MODY stanowi 1-5% wszystkich zachorowań na cukrzycę wśród młodych ludzi.

### Inne czynniki medyczne
Istnieje szereg leków i problemów zdrowotnych mogących predysponować do rozwoju cukrzycy. Niektóre z tych leków to: glukokortykoidy, tiazydy, leki beta-adrenolityczne (β-blokery), leki przeciwpsychotyczne atypowe (II generacji), oraz statyny. Kobiety wcześniej chorujące na cukrzycę ciężarnych stanowią grupę podwyższonego ryzyka zachorowania na cukrzycę typu 2. Inne problemy zdrowotne zwiększające ryzyko zachorowania to: akromegalia, zespół Cushinga, nadczynność tarczycy, guz chromochłonny i niektóre rodzaje nowotworów złośliwych takich jak glukagonoma. Niedobór testosteronu jest również kojarzony z cukrzycą typu 2.

## Patofizjologia

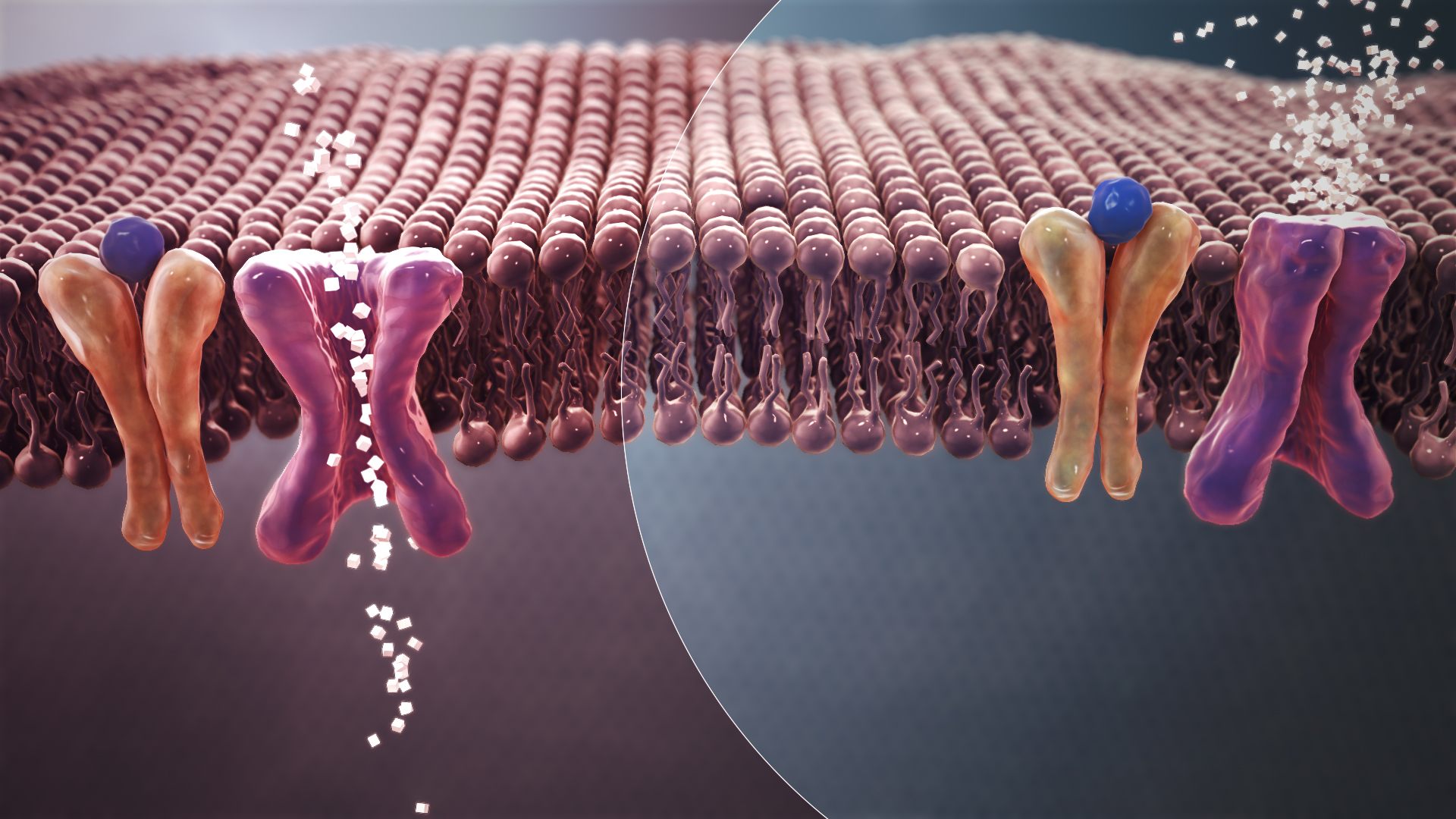
Mechanizm prawidłowego wchłaniania cukru we krwi (białych kryształków, po lewej) w porównaniu z insulinoopornością w cukrzycy typu 2 (po prawej).

Cukrzycę typu 2 wywołuje niedostateczna produkcja insuliny przez komórki beta przy równoczesnej insulinooporności. Insulinooporność, polegająca na braku odpowiedniej odpowiedzi komórek na prawidłowy poziom insuliny, dotyka głównie mięśnie, wątrobę oraz tkankę tłuszczową. W wątrobie insulina powinna prawidłowo ograniczać produkcję glukozy. Jednak w przypadku insulinooporności wątroba nieprawidłowo uwalnia glukozę do krwi. Stosunek oporności na insulinę w stosunku do dysfunkcji komórek beta różni się w zależności od osoby – u części chorych występuje głównie insulinooporność, a wada produkcji insuliny jest niewielka, podczas gdy u innych insulinooporność jest niewielka, za to problemem jest brak produkcji insuliny.
Inne, potencjalnie ważne mechanizmy kojarzone z cukrzycą typu 2 i opornością na insulinę obejmują: wzmożony rozkład lipidów w komórkach tłuszczowych, oporność na inkretynę lub jej brak, wysokie stężenie glukagonu we krwi, wzmożone zatrzymywanie soli i wody przez nerki oraz nieprawidłowa regulacja metabolizmu przez ośrodkowy układ nerwowy. Jednak nie wszyscy chorzy z opornością na insulinę rozwijają cukrzycę, gdyż wymaga ona ponadto wady produkcji insuliny przez komórki beta w trzustce.

## Rozpoznanie
| Rozpoznanie                      | w 2 godzinie  | na czczo                 | HbA1c   |
| -------------------------------- | ------------- | ------------------------ | ------- |
|                                  | mmol/l(mg/dl) | mmol/l(mg/dl)            | %       |
| Norma                            | <7,8 (<140)   | <6,1 (<110)              | <6,0    |
| Nieprawidłowa glikemia na czczo  | <7,8 (<140)   | ≥ 6,1(≥110) & <7,0(<126) | 6,0–6,4 |
| Nieprawidłowa tolerancja glukozy | ≥7,8 (≥140)   | <7,0 (<126)              | 6,0–6,4 |
| Cukrzyca                         | ≥11,1 (≥200)  | ≥7,0 (≥126)              | ≥6,5    |

Światowa Organizacja Zdrowia definiuje cukrzycę (zarówno typu 1 jak i 2) jako podwyższone stężenie glukozy we krwi zmierzone dwukrotnie bądź zmierzone jednokrotnie przy występowaniu innych objawów, tj.:
- nieprawidłowa glikemia na czczo ≥ 7,0 mmol/l (126 mg/dl)

lub
- nieprawidłowa tolerancja glukozy: w 2 godzinie testu doustnego obciążenia glukozą glikemia wynosi lub przekracza 11,1 mmol/l (200 mg/dl)

Jeśli stężenie glukozy zmierzone o dowolnej porze doby przekracza 11,1 mmol/l (200 mg/dl) i występują inne typowe objawy lub jeśli poziom hemoglobiny glikowanej (HbA1c) przekracza 6,5%, wtedy również diagnozuje się cukrzycę. W 2009 r. Międzynarodowy Komitet Ekspertów składający się z przedstawicieli Amerykańskiego Towarzystwa Diabetologicznego (ADA, ang. American Diabetes Association), Międzynarodowej Federacji Diabetologicznej (IDF, ang. International Diabetes Federation) i Europejskiego Towarzystwa Badań nad Cukrzycą (EASD, ang. European Association for the Study of Diabetes) zaleciło, aby do diagnozy cukrzycy wykorzystywać poziom równy lub przekraczający 6,5% HbA1c. To zalecenie zostało przyjęte przez Amerykańskie Stowarzyszenie Diabetyków w 2010 roku. Testy z pozytywnym wynikiem powinny zostać powtórzone, chyba że osoba przejawia typowe objawy choroby lub stężenie glukozy we krwi wynosi powyżej 11,1 mmol/l (>200 mg/dl).
Próg diagnozy cukrzycy jest oparty na związku między wynikami testu na tolerancję glukozy, badania stężenia glukozy we krwi na czczo lub HbA1c i powikłaniami takich jak retinopatia. Za względu na wygodę preferuje się pomiar stężenia glukozy na czczo oraz pomiar o dowolnej porze doby. HbA1c ma tę zaletę, że nie wymaga od pacjenta bycia na czczo, a jego wyniki są bardziej stabilne, jednak badanie jest droższe niż pomiar stężenia glukozy we krwi. Szacuje się, że 20% cukrzyków w Stanach Zjednoczonych nie zdaje sobie sprawy z obecności choroby.
Cukrzyca typu 2 charakteryzuje się wysokim stężeniem glukozy we krwi przy jednoczesnym występowaniu oporności na insulinę i względnego niedoboru insuliny. W przeciwieństwie do typu 2, cukrzyca typu 1 charakteryzuje się całkowitym niedoborem insuliny wywołanym zniszczeniem komórek wysepek trzustkowych, a cukrzyca ciężarnych jest cukrzycą wywołaną zmianami fizjologicznymi związanymi z ciążą. Cukrzycę typu 1 i 2 można zwykle rozróżnić na podstawie objawów i obrazu klinicznego. W przypadku wątpliwości co do diagnozy można zastosować badanie przeciwciał w celu potwierdzenia diagnozy cukrzycy typu 1, a pomiar poziomu peptydów C w celu potwierdzenia diagnozy cukrzycy typu 2.

## Badania przesiewowe
Żadna z większych organizacji nie zaleca badań przesiewowych całej populacji, ponieważ nie istnieją dowody na to, że taki program przyczyniłby się do lepszych wyników. Zespół ekspertów oceniających skuteczność medycyny zapobiegawczej USA (ang. United States Preventive Services Task Force) zaleca wykonywanie badań przesiewowych wśród osób dorosłych bez objawów cukrzycy, których ciśnienie krwi jest wyższe niż 135/80 mm Hg. Dowody są niewystarczające, aby zalecić badania przesiewowe bądź odstąpienie od nich osobom o niskim ciśnieniu krwi. Światowa Organizacja Zdrowia zaleca przeprowadzanie testów jedynie wśród grup podwyższonego ryzyka. W Stanach Zjednoczonych do grup podwyższonego ryzyka przynależą: osoby powyżej 45 roku życia, osoby posiadające krewnego I stopnia chorego na cukrzycę, niektóre grupy etniczne, w tym: Latynosi, Afroamerykanie oraz rdzenni Amerykanie; kobiety z historią cukrzycy ciężarnych lub zespołem wielotorbielowatych jajników, osoby z nadwagą oraz nieprawidłowościami kojarzonymi z zespołem metabolicznym.

## Zapobieganie
Cukrzycy typu 2 można zapobiegać lub ją opóźnić poprzez prawidłowe odżywianie i regularne ćwiczenia. Aktywny tryb życia może obniżyć ryzyko zachorowania o połowę. Korzyści płynące z ćwiczeń fizycznych odnosi się niezależnie od początkowej wagi i późniejszego spadku masy ciała. Dowody na korzyści płynące jedynie ze zmian w sposobie odżywiania są jednak ograniczone; niektóre dowody przemawiają za znaczeniem większego spożycia zielonych warzyw liściastych, a inne za ograniczonym spożyciem napojów wysokosłodzonych. W przypadku osób z zaburzoną tolerancją glukozy dieta i ćwiczenia fizyczne, oddzielnie albo w połączeniu z przyjmowaniem metforminy lub akarbozy, mogą obniżyć ryzyko rozwinięcia cukrzycy. Zmiana trybu życia jest jednak bardziej skuteczna niż stosowanie metforminy.

## Leczenie
Nadrzędnym celem leczenia cukrzycy typu 2 jest zapobieganie wystąpieniu przewlekłych powikłań tego schorzenia, które dotyczą układu sercowo-naczyniowego.

Bardzo istotne jest zachowanie optymalnej jakości życia pacjentów.
Strategia leczenia cukrzycy typu 2 obejmuje:
- działanie nakierowane na osiąganie celów
- indywidualizacja postępowania terapeutycznego
- działanie wielotorowe

Metody leczenia cukrzycy typu 2 polegają na:
- zmianie trybu życia
- zmniejszaniu innych czynników podwyższających ryzyko zachorowania na choroby układu krążenia
- oraz utrzymywaniu prawidłowego stężenia glukozy we krwi[8].

Brytyjska National Health Service zaleciła samodzielną kontrolę stężenia glukozy we krwi przez pacjentów z niedawno zdiagnozowaną cukrzycą typu 2 w 2008 r., jednak korzyści płynące z samodzielnej kontroli u chorych nie przyjmujących wielu jednostek insuliny są wątpliwe. Modyfikowanie innych czynników zwiększających ryzyko zachorowania na choroby układu krążenia, takich jak nadciśnienie tętnicze, wysoki poziom cholesterolu i mikroalbuminuria, zwiększa oczekiwaną długość życia chorego. Intensywne obniżanie ciśnienia krwi (poniżej 130/80 mm Hg), w przeciwieństwie do standardowej kontroli ciśnienia krwi (poniżej 140-160/85-100 mm Hg), może przyczynić się do niewielkiego obniżenia ryzyka udaru, jednak nie obniża ogólnego ryzyka zgonu.
Intensywne obniżanie poziomu glukozy we krwi (HbA1c<6%), w przeciwieństwie do standardowego (HbA1c w wysokości 7-7,9%), wydaje się nie mieć wpływu na umieralność. Celem leczenia jest zazwyczaj utrzymanie HbA1c na poziomie poniżej 7% lub utrzymanie poziomu stężenia glukozy na czczo poniżej 6,7 mmol/l (120 mg/dl), jednak te wartości mogą być zmienione w wyniku badania lekarskiego i wzięcia pod uwagę ryzyka hipoglikemii i oczekiwanej długości życia. Wszystkim chorym cierpiącym na cukrzycę typu 2 zaleca się regularne badania okulistyczne. Leczenie u diabetyków chorób dziąseł może prowadzić do niewielkiego polepszenia poziomu cukru we krwi.

### Tryb życia
Odpowiednia dieta i ćwiczenia fizyczne są podstawą postępowania w cukrzycy, a większa aktywność fizyczna prowadzi do lepszych rezultatów. Ćwiczenia aerobowe pozwalają obniżyć poziom hemoglobiny glikowanej HbA1C oraz poprawić wrażliwość na insulinę. Ćwiczenia siłowe są również przydatne, a połączenie obu wspomnianych typów ćwiczeń może okazać się najskuteczniejsze. Dieta diabetyka powinna ułatwić zrzucenie wagi. Choć wiele osób uważa dietę glikemiczną  za kontrowersyjną,  udowodniono, że poprawia ona kontrolę zawartości cukru we krwi. Dostosowane do warunków kulturowych uświadamianie osób cierpiących na cukrzycę typu drugiego pozwala im kontrolować zawartość cukru we krwi przynajmniej przez okres 6 miesięcy. Jeżeli zmiany w zakresie trybu życia u osób z łagodną formą cukrzycy nie pozwoliły na wyregulowanie poziomu zawartości cukru we krwi w ciągu sześciu miesięcy, należy rozważyć przyjmowanie leków. Nie ma wystarczających podstaw do stwierdzenia, że zdrowy tryb życia ma wpływ na umieralność ludzi, którzy już chorują na cukrzycę.

### Leki

Tabletki metforminy 500mg

W Polsce stosowane jest 6 grup leków przeciwcukrzycowych.
Są to:
- metformina (Avamina, Etform, Formetic, Glucophage, Glucophage XR, Gluformin, Metfogamma, Metformax, Metformax SR, Metformin Galena, Metifor, Metral, Siofor)
- inhibitory α-glukozydazy
  - akarboza (Adeksa, Glucobay)
- tiazolidinediony
  - rozyglitazon
  - pioglitazon
- leki inkretynowe
  - glukagonopodobny peptyd typu 1
  - inhibitory dipeptydylopeptydazy 4 ATC: A10BH
    - sitagliptyna (Januvia)
    - wildagliptyna (Galvus)
    - saksagliptyna (Onglyza)
    - alogliptyna
    - linagliptyna (Trajenta)
    - gemigliptyna
- flozyny (inhibitory SGLT-2)
  - kanagliflozyna (Invokana)
  - empagliflozyna (Jardiance)
  - dapagliflozyna (Forxiga)
  - ertugliflozyna (Steglatro)
- insulina

#### Metformina
Metformina jest często pierwszym zalecanym lekiem, ponieważ wykazano, że zmniejsza umieralność. Z doustnych leków przeciwcukrzycowych drugiego rzutu można korzystać, jeżeli metformina okaże się nieskuteczna, są przeciwwskazania lub pojawią się działania niepożądane.  Metformina nie powinna być stosowana w przypadku osób, u których zdiagnozowano znacznego stopnia niewydolność nerek (eGFR < 30 ml/min) lub wątroby.

#### Leczenie insuliną
Zastrzyki z insuliną mogą być dodatkiem do leków podawanych doustnie lub mogą być wykonywane niezależnie.
Większość osób nie potrzebuje na początku insuliny. W przypadku stosowania insuliny na noc podaje się zazwyczaj długo działający preparat przy równoczesnej kontynuacji podawania leków doustnych. Dawka zostaje potem zwiększana, aż do chwili osiągnięcia skutecznej kontroli poziomu zawartości cukru we krwi. Jeżeli podawanie insuliny na noc nie jest skuteczne, podawanie jej dwukrotnie w trakcie dnia może przynieść lepsze rezultaty. Insuliny długodziałające, tj. insulina glargine oraz detemir, nie wydają się być bardziej skuteczne niż insuliny NPH, ale są znacznie droższe, w związku z czym, zgodnie ze stanem na 2010 r., stosunek ich ceny do skuteczności jest niezadowalający. W przypadku kobiet w ciąży preferowaną metodą leczenia jest insulinoterapia.

#### Inne leki przeciwcukrzycowe
Inne rodzaje leków obejmują: pochodne sulfonylomocznika, doustne leki hipoglikemizujące, inhibitory alfa glukozydazy, tiazolidinediony, glukagonopodobny peptyd typu 1 oraz inhibitory dipeptydylo-peptydazy 4.

### Zabiegi chirurgiczne
Zabieg pozwalający zmniejszyć masę ciała pozwala skutecznie leczyć cukrzycę u osób otyłych. Wiele osób, które poddały się zabiegowi, jest w stanie utrzymać właściwy poziom zawartości cukru we krwi bez konieczności przyjmowania leków lub przy przyjmowaniu niewielkich dawek leków; zabieg zmniejsza  również umieralność. Jednak istnieje zagrożenie zgonem na skutek operacji, które wynosi mniej niż 1%. Nie określono jednoznacznie odpowiednich kryteriów związanych z wartością indeksu masy ciała przy której zalecany jest zabieg. Zabieg należy jednak rozważyć w przypadku osób, które nie są w stanie kontrolować swojej wagi i poziomu zawartości cukru we krwi.

## Epidemiologia
| brak danych ≤ 7,5 7,5–15 15–22,5 22,5–30 30–37,5 37,5–45 | 45–52,5 52,5–60 60–67,5 67,5–75 75–82,5 ≥ 82,5 |

Występowanie cukrzycy na świecie w 2000 r. (na 1000 mieszkańców). Światowa średnia wynosi 2,8%.
brak danych
≤ 7,5
7,5–15
15–22,5
22,5–30
30–37,5
37,5–45
45–52,5
52,5–60
60–67,5
67,5–75
75–82,5
≥ 82,5

Uważa się, że w 2010 r. na całym świecie żyło 285 milionów osób chorych na cukrzycę typu 2; stanowili oni 90% wszystkich diabetyków. Stanowią oni ok. 6% dorosłych mieszkańców świata. Cukrzyca jest chorobą występującą często zarówno w krajach rozwiniętych, jak i w krajach rozwijających się. Jednak choroba nie występuje zbyt często w krajach zacofanych gospodarczo.
W większym stopniu zagrożone cukrzycą są kobiety oraz niektóre grupy etniczne, np. mieszkańcy Azji Południowej, wysp Pacyfiku, Latynosi oraz autochtonni Amerykanie. Może mieć to związek ze zwiększoną wrażliwością na zachodni styl życia, obecną wśród niektórych grup etnicznych. Choć cukrzyca typu 2 uważana była za chorobę osób dorosłych, coraz częściej wykrywa się ją u dzieci wraz ze wzrostem liczby otyłych dzieci. W USA cukrzyca typu 2 jest obecnie wykrywana u nastolatków równie często, co cukrzyca typu 1.
Liczba diabetyków w 1985 r. wynosiła 30 milionów, po czym wzrosła w 1995 r. do 135 milionów, a w 2005 r. do 217 milionów. Uważa się, że ten wzrost ma związek ze starzeniem się ludności świata, obniżeniem poziomu aktywności fizycznej oraz zwiększającym się poziomem otyłości. Zgodnie ze stanem na 2000 r. pięć krajów o największej liczbie diabetyków to Indie z 31,7 milionami, Chiny z 20,8 milionami, USA z 17,7 milionami, Indonezja z 8,4 milionami oraz Japonia z 6,8 milionami. Światowa Organizacja Zdrowia uznała cukrzycę za epidemię o zasięgu globalnym.

## Historia
Cukrzyca jest jedną z pierwszych chorób opisanych w egipskim manuskrypcie z ok. 1500 r. p.n.e., w którym wspomniano o „zbyt częstym oddawaniu moczu". Uważa się, że pierwsze opisane przypadki dotyczyły cukrzycy typu 1. Indyjscy lekarze w tym samym czasie zidentyfikowali chorobę, którą nazwali madhumeha lub miodowy mocz zauważając, że mocz chorych zwabia mrówki. Pojęcie „diabetes" lub „przekazywać" zostało po raz pierwszy użyte w 230 r. p.n.e. przez greckiego lekarza Appolloniusa z Memfis. Choroba występowała rzadko w czasach Cesarstwa Rzymskiego, a Galen przyznał, że w czasie swojej działalności miał do czynienia zaledwie z dwoma przypadkami choroby.
Cukrzyca typu 1 oraz typu 2 zostały po raz pierwszy uznane za różne choroby przez indyjskich lekarzy Sushrutę i Charaka ok. 400–500 r. n.e. – typ 1 został powiązany z osobami młodymi, a typ 2 z otyłością. Pojęcie „mellitus" lub „powstały z miodu" zostało dodane przez Brytyjczyka Johna Rolle’a w XVII w. w celu odróżnienia choroby od moczówki prostej, która także charakteryzuje się częstym oddawaniem moczu. Skuteczna forma leczenia opracowana została na początku XX w., gdy w 1921 i 1922 r. Kanadyjczycy, Frederick Banting i Charles Best, odkryli insulinę. Kolejnym krokiem było opracowaniem długo działającej insuliny NPH w latach 40. XX w.

## Klasyfikacja ICD10
| kod ICD10     | nazwa choroby                        |
| ------------- | ------------------------------------ |
| ICD-10: E11   | Cukrzyca insulinoniezależna...       |
| ICD-10: E11.0 | ...ze śpiączką                       |
| ICD-10: E11.1 | ...z kwasicą ketonową                |
| ICD-10: E11.2 | ...z powikłaniami nerkowymi          |
| ICD-10: E11.3 | ...z powikłaniami ocznymi            |
| ICD-10: E11.4 | ...z powikłaniami neurologicznymi    |
| ICD-10: E11.5 | ...z powikłaniami naczyniowymi       |
| ICD-10: E11.6 | ...z innymi określonymi powikłaniami |
| ICD-10: E11.7 | ...z wieloma powikłaniami            |
| ICD-10: E11.8 | ...z nieokreślonymi powikłaniami     |
| ICD-10: E11.9 | ...bez powikłań                      |